# هومن ذکایی
محمد ذکایی که بیشتر با نام هومن ذکایی شناخته می‌شود (متولد ۲ اسفند ۱۳۲۵) شاعر ایرانی است.
تنها دفتر غزلی که از او چاپ شده، «چه پرسش‌ها که بر لب آمد اما بی‌جواب افتاد» است که در سال ۱۳۶۰ منتشر شد و شامل ۲۱ غزل است. در غزل‌های ذکایی نگرشی تغزّلی – اجتماعی حاکم است که بر این اساس، می‌توان او را شاعری رمانتیک با دغدغه‌های اجتماعی دانست. او همچنین از ترانه‌سراهای نوین ایران است که از جمله معروف‌ترین ترانه‌هایش تکیه‌گاه و یگانگی با صدای ستار و تصنیف کاروان شهید با صدای شهرام ناظری است. در سال ۱۴۰۲ خورشیدی کتابی دربارهٔ زندگی و غزل او به قلم مهدی خطیبی به شرح کتابشناسی ذیل انتشار یافت.
خطیبی، مهدی (۱۴۰۲). شکفتن در شعر (گزاره و گزینه‌ای در باب غزل نوکلاسیک و یکی از پیشگامان آن محمد ذکایی، هومن)، انتشارات مهری،